# ダビド・バラル
ダビド・バラル・トーレス（David Barral Torres、1983年5月10日 - ）は、スペイン・サン・フェルナンド出身の元プロサッカー選手。現役時代のポジションはフォワード。

## 来歴

### スペイン時代
アンダルシア州カディス県サン・フェルナンドに生まれ、CDサン・セルバンドやCDサン・フェルナンドなどのクラブを経てレアル・マドリードの下部組織に移った。2002年にレアル・マドリードC、2003年にレアル・マドリード・カスティージャと昇格していき、2003-04シーズンにはCFフエンラブラダにレンタル移籍して17得点した。2006年、セグンダ・ディビシオン（2部）のスポルティング・デ・ヒホンに完全移籍した。2007-08シーズン後半戦はクロアチア人のマテ・ビリッチと絶妙なコンビを組み、10年ぶりのプリメーラ・ディビシオン（1部）昇格に貢献した。2008年10月26日、アウェーでのデポルティーボ・ラ・コルーニャ戦 (3-0) でトップリーグ初得点となるPKを決めた。17位で迎えたシーズン最終節のレクレアティーボ・ウェルバ戦 (2-1) では降格を回避する重要な得点を挙げた。ホーム&アウェーそれぞれでのバレンシアCF戦やアトレティコ・マドリード戦など強豪との対戦で得点しており、シーズン通算では二桁得点を達成した。
2010年3月20日のレアル・マドリード戦 (1-3) では古巣相手にネットを揺らした。オフサイドトラップをかいくぐって独走すると、イケル・カシージャスの頭上を抜く豪快なシュートで先制点を決めた。しかし、その後レアル・マドリードが3得点し、結局1-3で敗れた。2010年夏には同じポジションにガストン・サンゴイが加わったが、マヌエル・プレシアード監督は1トップを採用することが多かったため、2010-11シーズンもビリッチとのポジション争いを続けた。2011年1月15日にエスタディオ・ムニシパル・エル・モリノンで行われたエルクレスCF戦 (2-0) では試合開始23秒で先制点を挙げ、翌節にホームで行われたアトレティコ・マドリード戦 (1-0) では試合唯一の得点となる決勝点を挙げた。2月12日にホームで行われたFCバルセロナ戦 (1-1) では、ジェラール・ピケを振り切って先制点を挙げ、リーグ戦16連勝中の相手から勝ち点を奪った。5月7日のデポルティーボ・ラ・コルーニャ戦 (2-2) では後半ロスタイムにPKで得点して引き分けに持ち込んだ。
2011年10月22日、2011-12シーズン第9節のラーヨ・バジェカーノ戦 (2-0) では試合開始早々に得点し、シーズン初白星獲得に貢献した。2012年2月25日のラシン・サンタンデール戦ではゴール正面からの直接フリーキックを豪快に叩きこんだ。
2017年は2部のカディスで28試合に出場して6ゴールを記録した。

### 徳島ヴォルティス
2018年シーズン途中よりJ2・徳島ヴォルティスに加入。デビュー3試合目となったモンテディオ山形戦で移籍後初ゴールを含む4ゴールを挙げる活躍を見せた。
2018年12月3日、契約満了により退団することが発表された。

### スペイン帰国後
2019年シーズンは、スペイン2部ラシン・サンタンデールに所属。2021年シーズンは、スペイン3部のインテルナシオナル・デ・マドリードに所属。移籍に当たっては仮想通貨を使って移籍金の支払が行われており、プロのサッカー選手としては初のケースとなった。
2022年夏、現役引退を表明した。

## 所属クラブ
ユース経歴
- CDサン・セルバンド
- 1999年 - 2002年 CDサン・フェルナンド（スペイン語版）

プロ経歴
- 2002年 - 2003年 レアル・マドリードC
- 2003年 - 2006年 レアル・マドリードB/レアル・マドリード・カスティージャ
  - 2003年 - 2004年 CFフエンラブラダ (期限付き移籍)
- 2006年 - 2012年 スポルティング・デ・ヒホン
- 2012年 - 2013年 オルドゥスポル
- 2013年 - 2015年 レバンテUD
- 2015年 - 2016年 アル・ダフラFC（英語版）
- 2016年 - 2017年 グラナダCF
- 2017年 APOELニコシア
- 2017年 - 2018年7月 カディスCF
- 2018年7月 - 2018年12月 徳島ヴォルティス
- 2019年 - 2020年 ラシン・サンタンデール
- 2021年 - 2022年 インテルナシオナル・デ・マドリード

## 個人成績
| 国内大会個人成績 | 国内大会個人成績 | 国内大会個人成績 | 国内大会個人成績 | 国内大会個人成績 | 国内大会個人成績 | 国内大会個人成績 | 国内大会個人成績 | 国内大会個人成績 | 国内大会個人成績 | 国内大会個人成績 | 国内大会個人成績 |
| 年度             | クラブ           | 背番号           | リーグ           | リーグ戦         | リーグ戦         | リーグ杯         | リーグ杯         | オープン杯       | オープン杯       | 期間通算         | 期間通算         |
| 年度             | クラブ           | 背番号           | リーグ           | 出場             | 得点             | 出場             | 得点             | 出場             | 得点             | 出場             | 得点             |
| 日本             | 日本             | 日本             | 日本             | リーグ戦         | リーグ戦         | リーグ杯         | リーグ杯         | 天皇杯           | 天皇杯           | 期間通算         | 期間通算         |
| ---------------- | ---------------- | ---------------- | ---------------- | ---------------- | ---------------- | ---------------- | ---------------- | ---------------- | ---------------- | ---------------- | ---------------- |
| 2018             | 徳島             | 26               | J2               | 16               | 9                | -                | -                |                  |                  |                  |                  |
| 通算             | 日本             | 日本             | J2               | 16               | 9                | -                | -                |                  |                  |                  |                  |
| 総通算           | 総通算           | 総通算           | 総通算           | 16               | 9                | 0                | 0                |                  |                  |                  |                  |